# 深毛刺蟹屬
深毛刺蟹属（學名：Bathypilumnus）是毛刺蟹總科毛刺蟹科毛刺蟹亞科的一個屬。本屬所有物種原屬扇蟹總科扇蟹科的毛刺蟹属。

## 物種
本屬有以下三個物種：
- Bathypilumnus nigrispinifer (Griffin, 1970)
- Bathypilumnus pugilator (A. Milne-Edwards, 1873)
- 中華深毛刺蟹 Bathypilumnus sinensis (Gordon, 1930)